# John O. Pastore
John O. Pastore (Providence, 1907. március 17. – Cranston, 2000. július 15.) az Amerikai Egyesült Államok szenátora (Rhode Island, 1950–1976).